# Фармація

Один із міжнародних символів Фармації

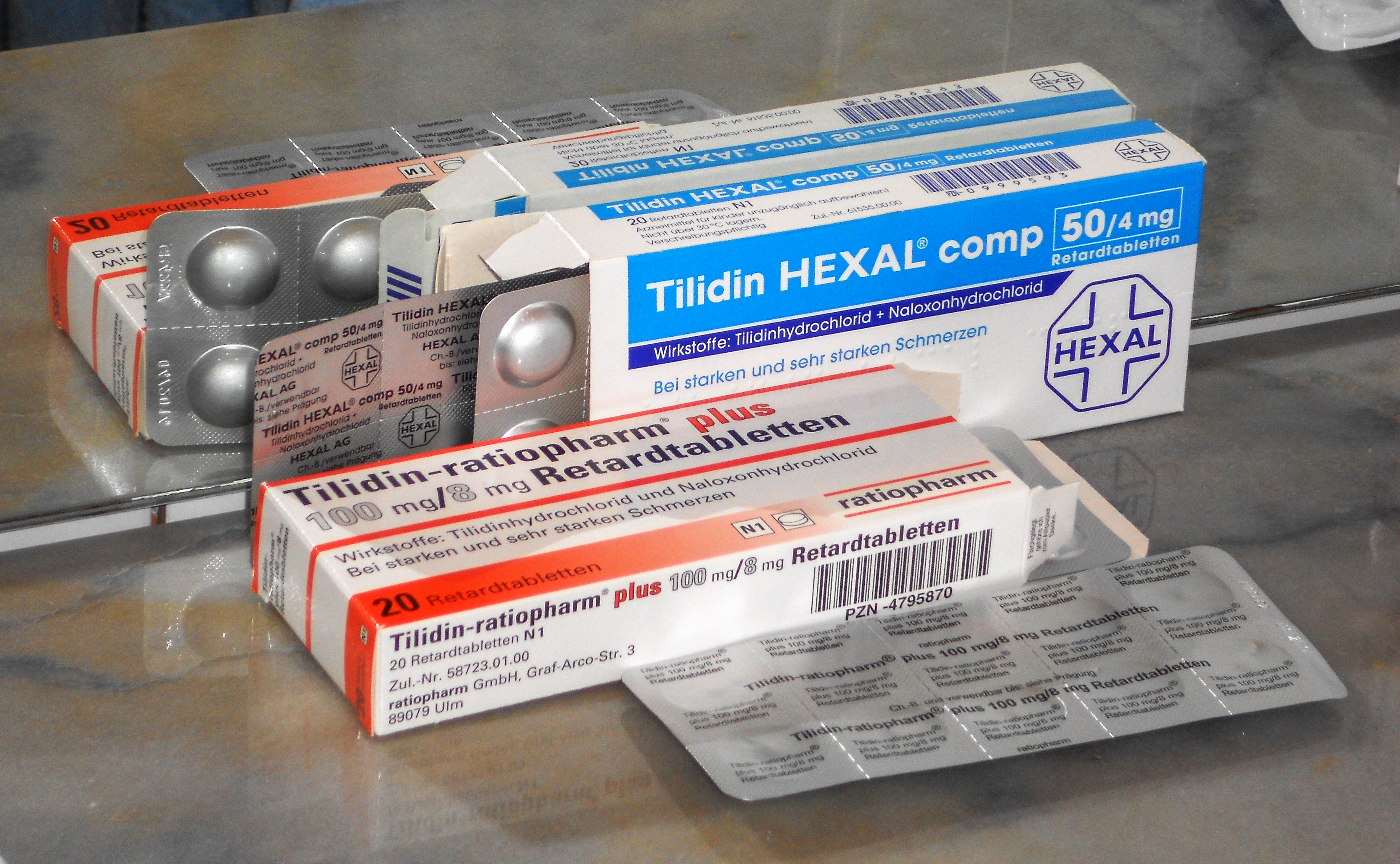

Аптéчна спрáва, Фармацíя (лікознавство; грец. φάρμακον — лікарські засоби і фармакотерапія (застосування лікарських засобів)) — комплекс науково-практичних дисциплін, які вивчають проблеми створення, безпеки, дослідження, зберігання, виготовлення, відпуску та маркетингу лікарських засобів; пошуку природних джерел лікарських субстанцій.
В комплексі з фармакологією складає науку про ліки.

## Кваліфікація спеціалістів з фармації
- Фармацевт
- Провізор

## Освіта
В Україні функціонують навчальні заклади:
- Національний фармацевтичний університет/Харківський інститут медицини та біомедичних наук
- Запорізький державний медико-фармацевтичний університет
- Львівський національний медичний університет імені Данила Галицького/Національний університет «Львівська політехніка»
- Національний медичний університет імені О. О. Богомольця/Київський національний університет технологій та дизайну
- Одеський національний медичний університет/Національний університет «Одеська політехніка»/Факультет хімїї та фармації Одеського національного університету ім. Мечникова
- Дніпровський державний медичний університет/Український державний хіміко-технологічний університет
- Вінницький національний медичний університет імені Миколи Пирогова
- Тернопільський національний медичний університет імені І. Я. Горбачевського /факультет/
- Івано-Франківський національний медичний університет
- Буковинський державний медичний університет
- Донецький національний медичний університет
- Луганський державний медичний університет
- Черкаська медична академія
- Ужгородський національний університет

Науково-дослідні установи:
- ДНЦЛЗ

## Наукові ступені вчених фармації
- Доктор фармацевтичних наук
- Кандидат фармацевтичних наук
- Доктор філософії[джерело?]

## Українські вчені фармацевти
- Українські вчені фармацевти